# Mersiha Husagic
Mersiha „Meri“ Husagic (* 31. Januar 1989 in Bijeljina, Jugoslawien) ist eine bosnisch-deutsche Schauspielerin.

## Leben
Die Eltern von Husagic flohen 1992 mit ihr vor dem Bürgerkrieg aus einem Dorf zwischen Sarajevo und Tuzla. Nach dem Abitur absolvierte sie von 2009 bis 2012 eine Schauspielausbildung an der Schule für Schauspiel Hamburg. Neben Rollen in diversen Vorabend-Serien wie Notruf Hafenkante sowie dem Kultfilm Dorfpunks und der Kinder- und Jugendserie Die Pfefferkörner wirkte sie in zahlreichen Krimiserien, u. a. drei Tatort-Folgen, mit. Sie hatte auch verschiedene Engagements an Hamburger Theatern. Husagic lebt in Hamburg.
Von 2018 bis 2020 stand sie für die ZDF-Krimiserie SOKO München als Kommissarin Theresa Schwaiger vor der Kamera. Die ersten Folgen waren ab Januar 2019 zu sehen. Mit der Episode Countdown endete 2020 die Serie.

## Filmografie
- 2006: Denk ich an Deutschland in der Nacht... Das Leben des Heinrich Heine
- 2006: Krimi.de – Unter Druck (Fernsehserie)
- 2008: Bis der Vorhang fällt (Kurzfilm)
- 2008: Zehn
- 2009: Tatort – Häuserkampf (Fernsehreihe)
- 2009: Ein Fall für zwei – Kleiner Satellit (Fernsehserie)
- 2009: Dorfpunks
- 2010: Notruf Hafenkante – Loverboy (Fernsehserie)
- 2011: Schattenlinie (Kurzfilm)
- 2011: Die Pfefferkörner – Autobrandstifter (Fernsehserie)
- 2011: Grenova – Lost
- 2011: Penthesilea (Kurzfilm)
- 2011: Jerry & Nic (Kurzfilm)
- 2011: SOKO München – Das Blut der Ballerina (Fernsehserie)
- 2012: Dahoam is Dahoam
- 2012: Der Landarzt – Kein Zuckerschlecken (Fernsehserie)
- 2012: The Boardroom
- 2012: Musikvideo der Band Leavin’ Soho: Perfect
- 2013: Heiter bis tödlich: Morden im Norden – Schuss ins Blaue (Fernsehserie)
- 2015: Mordkommission Istanbul – Club Royal (Fernsehserie)
- 2016: Notruf Hafenkante – Bis zum Umfallen
- 2017: Eltern allein zu Haus – Die Winters (Fernsehserie)
- 2016: Black Wedding
- 2016: Tatort – Fegefeuer
- 2016: Tatort – Ein Fuß kommt selten allein
- 2016: The Life of Flowers
- 2017: Bad Cop – kriminell gut (Fernsehserie, 5 Folgen)
- 2017: In aller Freundschaft – Folgenschwere Lügen (Fernsehserie)
- 2018: SOKO Hamburg – Gefallener Engel (Fernsehserie)
- 2018: Morden im Norden – Der letzte Kuss (Fernsehserie)
- 2018: A Muse
- 2019–2020: SOKO München (Fernsehserie, 41 Folgen)
- 2019: Das perfekte Geheimnis
- 2019: Die verschwundene Familie (2-tlg. Fernsehfilm)
- 2021: Legal Affairs – Die Prophezeiung (Fernsehserie)
- 2021: Inga Lindström: Das Haus der 1000 Sterne (Fernsehreihe)
- 2021: Friesland: Bis aufs Blut (Fernsehreihe)
- 2022: Ein Fall für Zwei – In Liebe W. (Fernsehserie)
- 2022: Das Traumschiff – Lappland (Fernsehserie)
- 2022: SOKO Köln: Unter Schafen (Fernsehserie)
- 2022: Die Pfefferkörner – Sven unter Verdacht (Fernsehserie)
- 2023: Hotel Mondial – Alles auf Anfang (Fernsehserie)
- 2023: Inga Lindström: Einfach nur Liebe (Fernsehreihe)
- 2023: Cherry Juice (auch Drehbuch und Regie)
- 2024: SOKO Linz – Die blinde Zeugin (Fernsehserie)
- 2025: SOKO Wismar – Heavy Metal (Fernsehserie)